# 史记菁华录
《史记菁华录》，清朝文学批评家姚祖恩的作品。

## 简介
该书一共六卷，五十一篇，均出自司马迁的《史记》。

## 作者简介
姚祖恩，生卒年不详，号苎田，出生于浙江钱塘，大致活跃于康乾时期，清朝著名文学批评家。

## 文风
该书分为原文，姚祖恩的眉批、夹批、和尾批三种。眉批和夹批每篇都有，这两种批语侧重于品读原文中的章、句、段。尾批很少有，主要用来总结文章的立意。总得来说，三种批语一般是：分析章法、分析句法、分析立意、指出微言大义，或赞，或叹，或咏，或泣，文笔甚为生动活泼，清新洒脱。

## 评价
姚祖恩自谓：“特采录而详阅之，务使开卷释然，皆可成诵，间加论断，必出心裁。”